# UTC-10
UTC−10 je jedna od vremenskih zona. Koristi se na sljedećim područjima:

## Kao standardno vrijeme (cijelu godinu)
- Cookovo Otočje (NZ)
- Tokelau (NZ)

- Francuska Polinezija
  - Društveni otoci uključujući Tahiti,
  - Tuamotu,
  - Australes

- SAD (HAST—Havajsko-aleutsko standardno vrijeme)
  - Havaji
  - Atol Johnston

## Kao standardno vrijeme (sjverna hemisfera - zimi)
- SAD (HAST—Havajsko-aleutsko standardno vrijeme)
  - Aljaska
    - Aleutski otoci (Aljaska zapadno od 169° 30′ W)

## Kao ljetno vrijeme (južna hemisfera - ljeti)
- Samoa (od rujna 2010.)[1]